# Патрул във времето
„Патрул във времето“ (на английски: Predestination) е австралийски научнофантастичен трилър от 2014 г., режисиран от Майкъл и Питър Спийриг.
Главните роли се изпълняват от Итън Хоук, Сара Снук и Ноа Тейлър. Базиран е на краткия разказ „Всички вие зомбита“ на Робърт Хайнлайн.